# Хвалковский, Франтишек
Франтишек Хвалковский (чеш. František Chvalkovský ; 30 июля 1885, — 25 февраля 1945, Берлин, нацистская Германия) — чехословацкий политический, государственный и дипломатический деятель. Министр иностранных дел Второй Чехословацкой Республики. Юрист.

## Биография

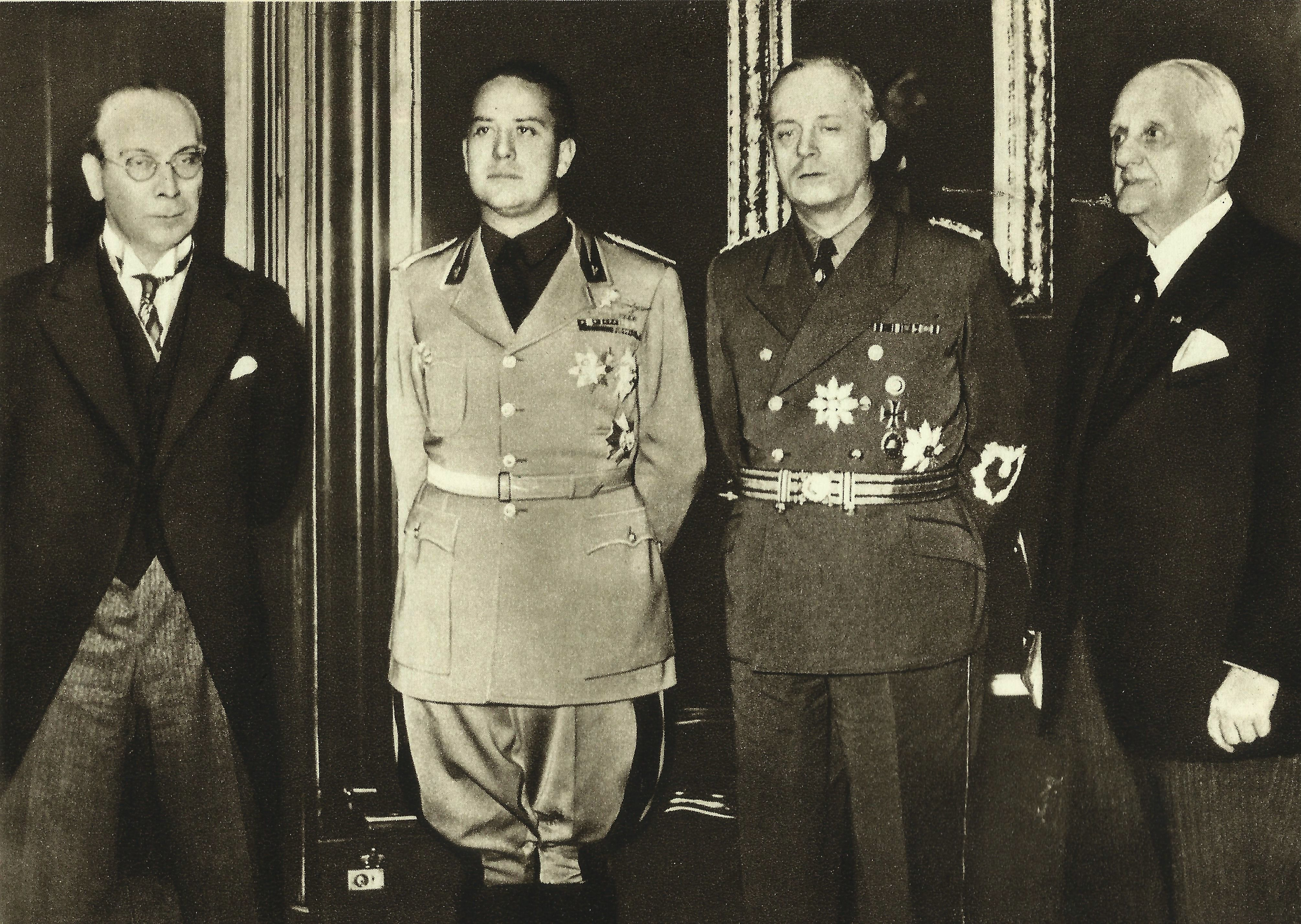
Первый Венский арбитраж:
слева направо Министр иностранных дел Второй Чехословацкой республики Франтишек Хвалковский, Галеаццо Чиано, Иоахим фон Риббентроп, Кальман Канья. 1938 г.

После окончания гимназии в Праге, до 1908 года изучал право в Карловом университете .
С 1909 по 1910 Ф. Хвалковский обучался в Лондонской школе бизнеса. В 1911—1913 годах был директором юридической филиала банка в Кракове.
С 1 января 1918 и до конца июня 1919 года работал адвокатом.
В июне 1919 года Ф. Хвалковский стал секретарём Министра внутренних дел Первой Чехословацкой Республики Антонина Швеглы.
В 1920 году начал работать в Министерстве иностранных дел Первой Чехословацкой Республики. Будучи начальником политического отдела Министерства иностранных дел, участвовал в переговорах по Трианонскому договору. Позднее служил послом в Японии (1921—1923) и США (1923—1925).
Член Аграрной партии Чехословакии (Республиканской партии сельскохозяйственных работников и меньшинств). В 1925 году был избран в Национальное Собрание от своей партии.
В 1927 году вернулся на дипломатическую службу, был послом в Берлине (1927—1932) и Риме (1932—1938).
4 октября 1938 года, сменив К. Крофта, Франтишек Хвалковский занял пост министра иностранных дел во втором правительстве Яна Сыровы. Представлял Чехословакию во время Первого Венского арбитража (ноябрь 1938). Из-за недостаточной подготовки Чехословакия вынуждена была уступить Венгрии значительную часть территории Словакии. Когда Словакия провозгласила независимость 14 марта 1939 года, Ф. Хвалковский вместе с президентом Эмилем Гахой отправился в Берлин, надеясь, что дальнейшие уступки сохранят независимость чешских земель. Вместо этого Гитлер заставил их — в нарушение Мюнхенского соглашения — подписать документ о капитуляции, соглашение об аннексии страны 15 марта 1939 года, по которому страна переходила под власть Германии.
Чехословакия прекратила существование и стала протекторатом Богемии и Моравии в составе Третьего Рейха.
После закрытия министерства иностранных дел в 1939 году Ф. Хвалковский был представителем Протектората Богемии и Моравии в Германии.
Франтишек Хвалковский погиб 25 февраля 1945 года на шоссе близ Берлина во время бомбардировки союзной авиации.